# ماريون ماروسكا
ماريون ماروسكا (بالألمانية: Marion Maruska)‏ مواليد 15 ديسمبر 1972 في النمسا، هي لاعبة كرة مضرب نمساوية سابقة بدأت مسيرتها كمحترفة سنة 1992 وكانت تلعب باليد اليمنى، اعتزلت اللعب في 2001. أعلى تصنيف لها في الفردي كان المركز الـ 50 في سنة 1997. أعلى تصنيف لها في الزوجي كان المركز الـ 123 في سنة 2000.

## روابط خارجية
- ماريون ماروسكا على موقع رابطة محترفات التنس (الإنجليزية)
- ماريون ماروسكا على موقع الاتحاد الدولي لكرة المضرب (الإنجليزية)
- ماريون ماروسكا على موقع كأس بيلي جين كينغ (الإنجليزية)
- ماريون ماروسكا على موقع بطولة ويمبلدون (الإنجليزية)
- ماريون ماروسكا على موقع خلاصة التنس.كوم (الإنجليزية)